# Neoeptesicus furinalis
Neoeptesicus furinalis is een zoogdier uit de familie van de gladneuzen (Vespertilionidae). De wetenschappelijke naam van de soort werd voor het eerst geldig gepubliceerd door Alcide d'Orbigny in 1847.